# Mystus armatus
Mystus armatus és una espècie de peix de la família dels bàgrids i de l'ordre dels siluriformes que es troba a l'Índia, Bangladesh i, probablement també, Myanmar.
Els mascles poden assolir els 14,5 cm de longitud total.